# Minetia labiosella
Minetia labiosella is een vlinder uit de familie sikkelmotten (Oecophoridae). De wetenschappelijke naam is voor het eerst geldig gepubliceerd in 1810 door Hübner.
De soort komt voor in Europa.